# Grand Wintersberg
Le Grand Wintersberg est avec ses 581 mètres le point culminant du massif des Vosges du Nord. Il se situe sur la commune de Niederbronn-les-Bains, dans le département du Bas-Rhin. 

## Géographie
Il est couronné d'une tour panoramique offrant un panorama sur les moutonnements boisés des Vosges du Nord et du proche Palatinat allemand. 
La plaine d'Alsace ainsi que la ligne bleutée de la Forêt-Noire (à l'horizon) sont également visibles, par temps clair et dégagé, vers l'est. À l'ouest, on aperçoit le plateau lorrain.
L'accès pédestre est facile, via une route forestière à la circulation tolérée de jour, partant de l'usine Celtic et montant jusqu'au col forestier de la Liese (à 513 mètres d'altitude, au nord, abritant le chalet du Club vosgien de Niederbronn). Autrement, l'ascension en partance de la vallée, plus traditionnelle elle, s'effectue depuis Niederbronn, en empruntant le sentier balisé du rectangle rouge (GR53) : sa montée en forêt permet d'accéder au camp celtique du Ziegenberg.

## Histoire
Le col de la Liese abrite sur un monolithe de grès un bas-relief datant probablement de l'époque gallo-romaine où le culte de la fertilité était couramment pratiqué. Vandalisé par les troupes américaines vers 1944, il a été restauré assez maladroitement durant les années 1970.

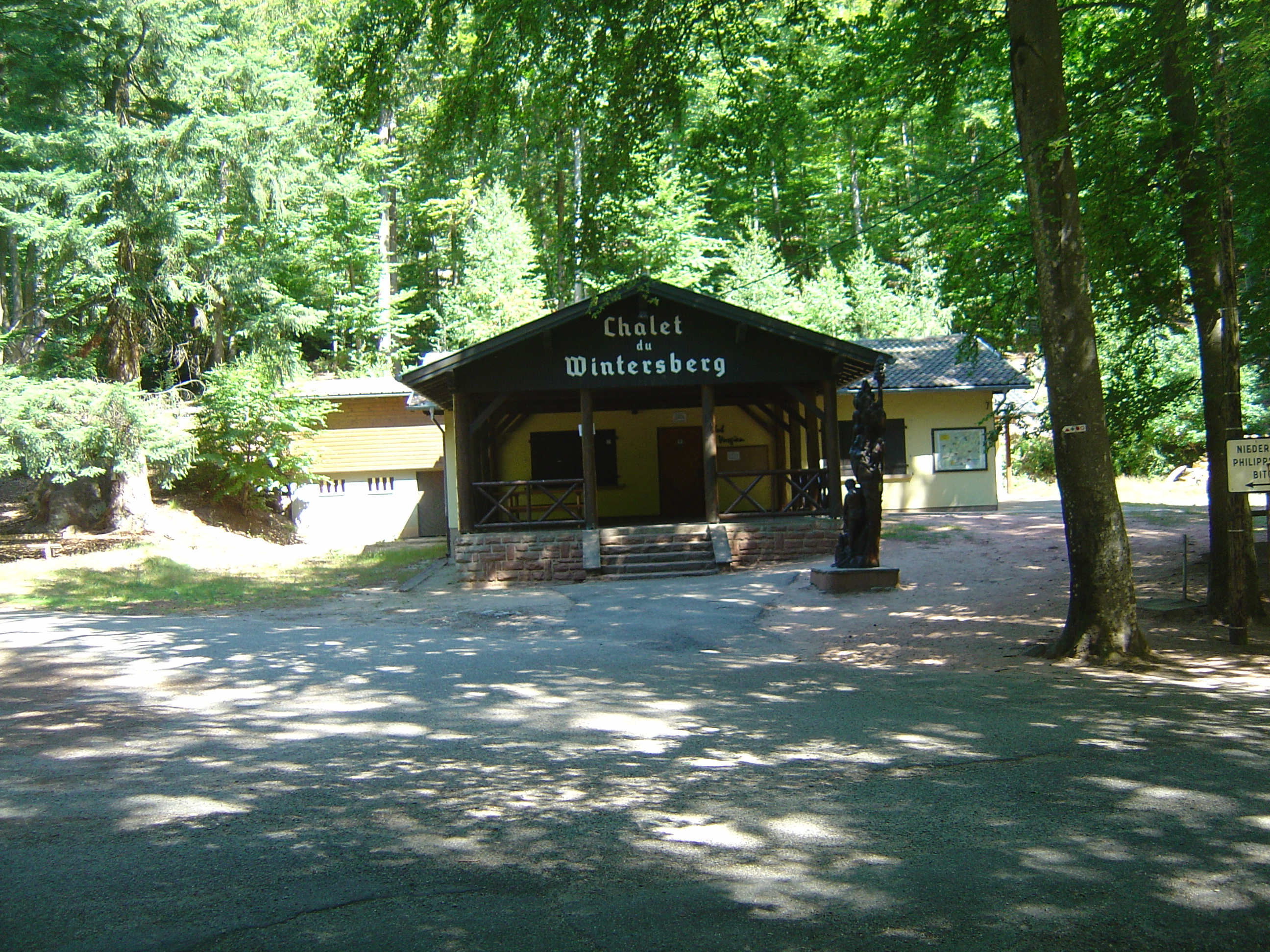
Chalet du Wintersberg, au col de la Liese (512 m).
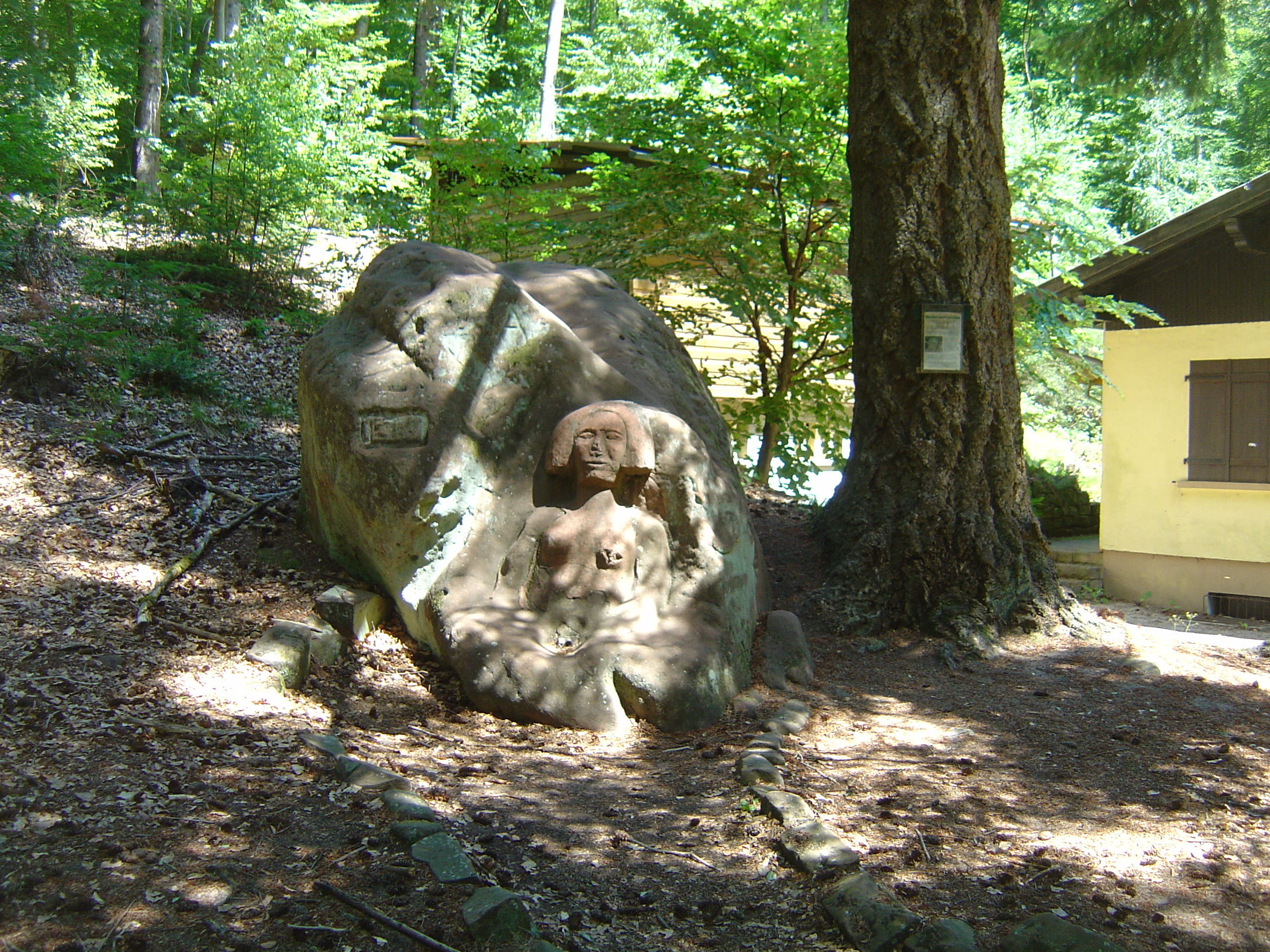
Rocher de la Liese.
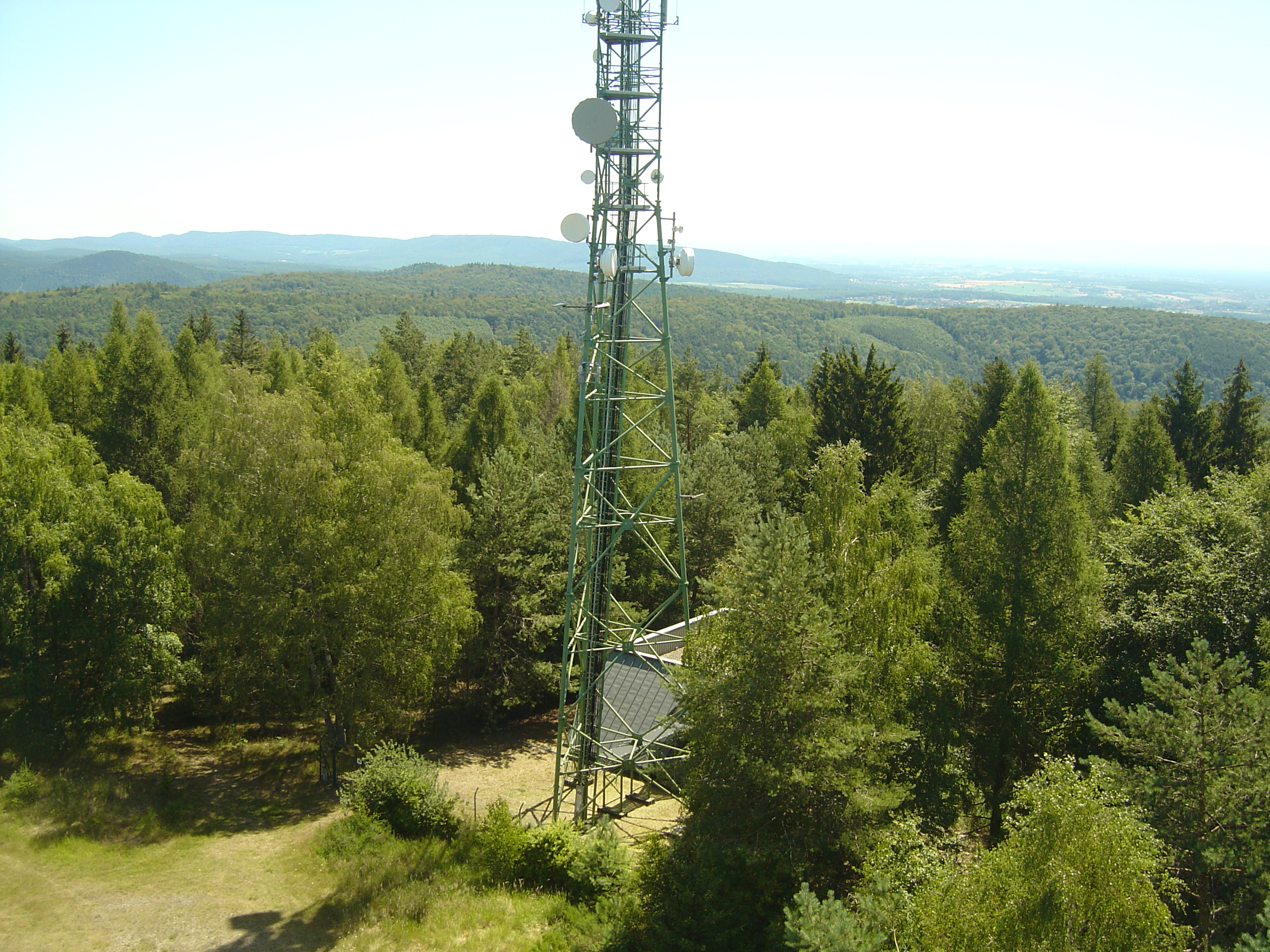
Relais du Grand Winterberg.
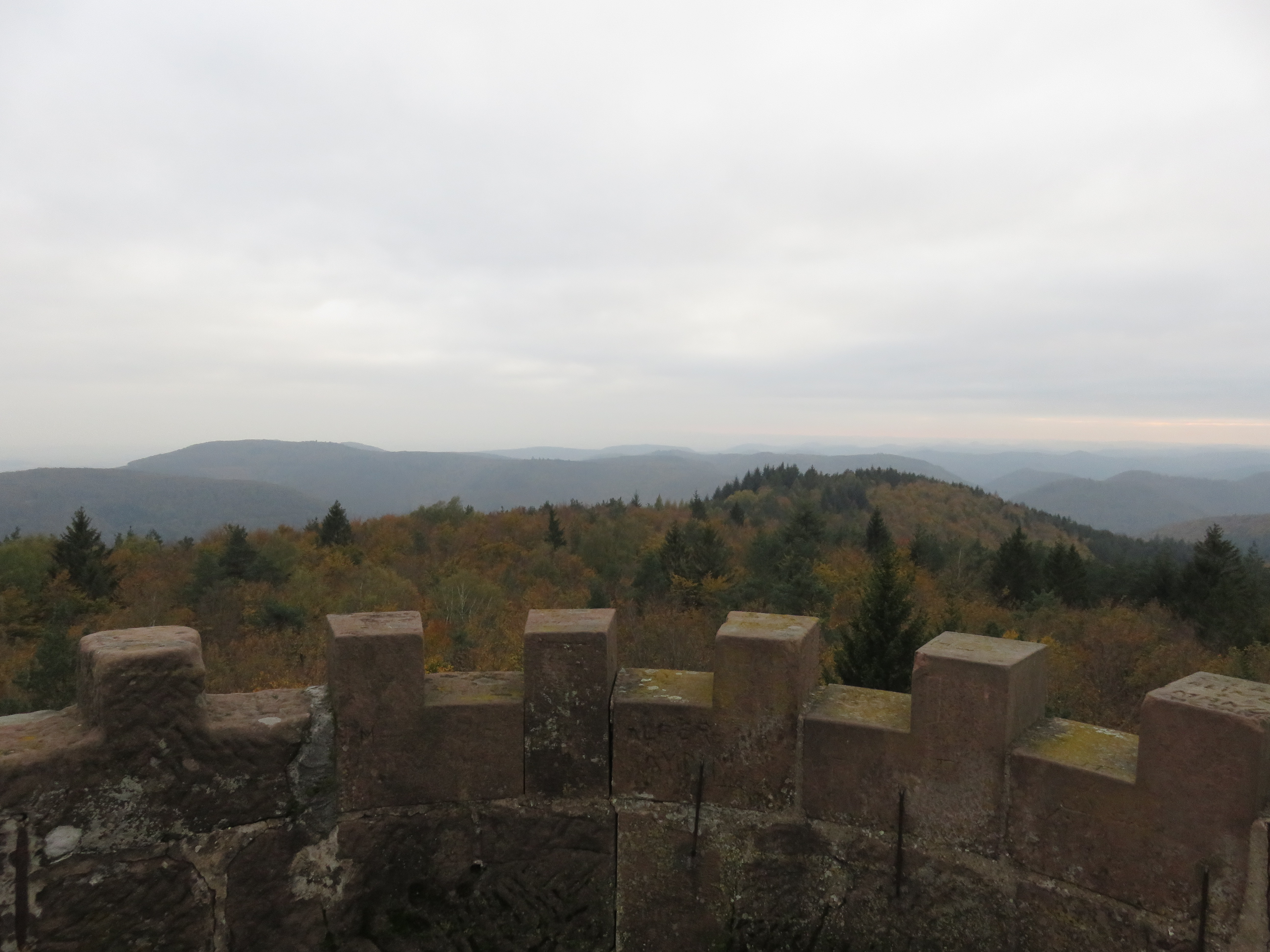
Panorama au sommet de la tour.